# Senecio hoggariensis
Senecio hoggariensis là một loài thực vật có hoa trong họ Cúc. Loài này được Batt. & Trab. miêu tả khoa học đầu tiên.